# Изобразительное искусство Азербайджана

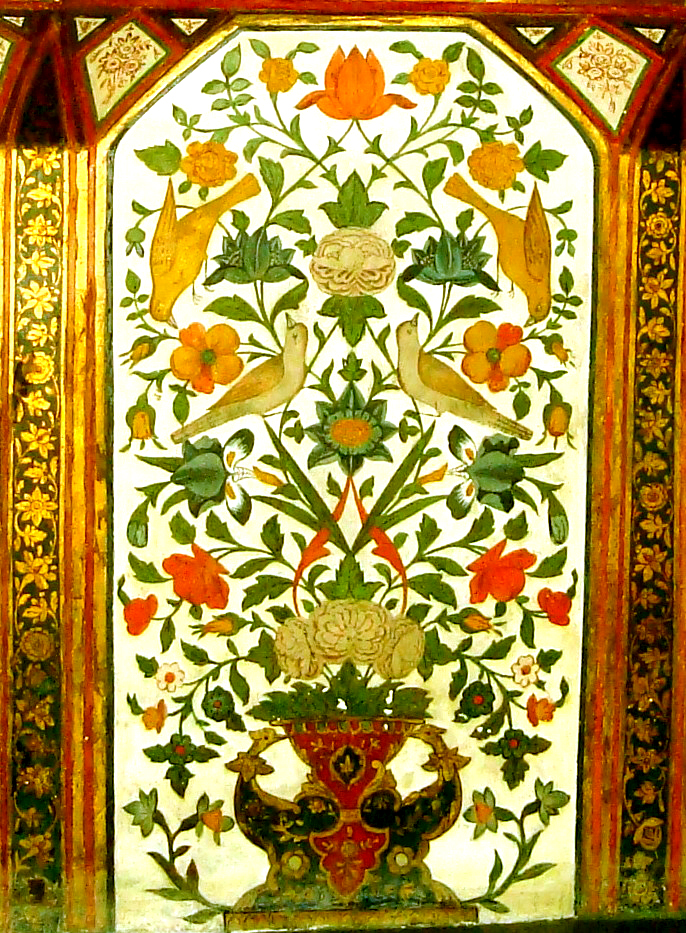
Настенные росписи во Дворце шекинских ханов, XVIII век

Изобразительное искусство Азербайджана (азерб. Azərbaycan təsviri sənəti) — изобразительное искусство, создаваемое народами, жившими на территории современного Азербайджана со времён палеолита до наших дней. В основном в статье описывается изобразительное искусство (живопись, скульптура, декоративно-прикладное искусство и пр.) азербайджанского народа, формирование которого завершилось в основном к концу XV—началу XVI века Также кратко рассказывается об истории развития изобразительного искусства до формирования азербайджанского этноса.
В развитии изобразительного искусства Азербайджана отражены насыщенная политическими и военными потрясениями история и положение на путях, издревле соединяющих Восток с Западом. Согласно БСЭ «локальные условия исторического бытия на протяжении веков породили самобытность искусства Азербайджана, определив его специфическое место в художественном наследии Переднего Востока, а общность судеб с соседними и близрасположенными странами способствовала взаимосвязи их художественных культур».

## История развития искусства на территории Азербайджана

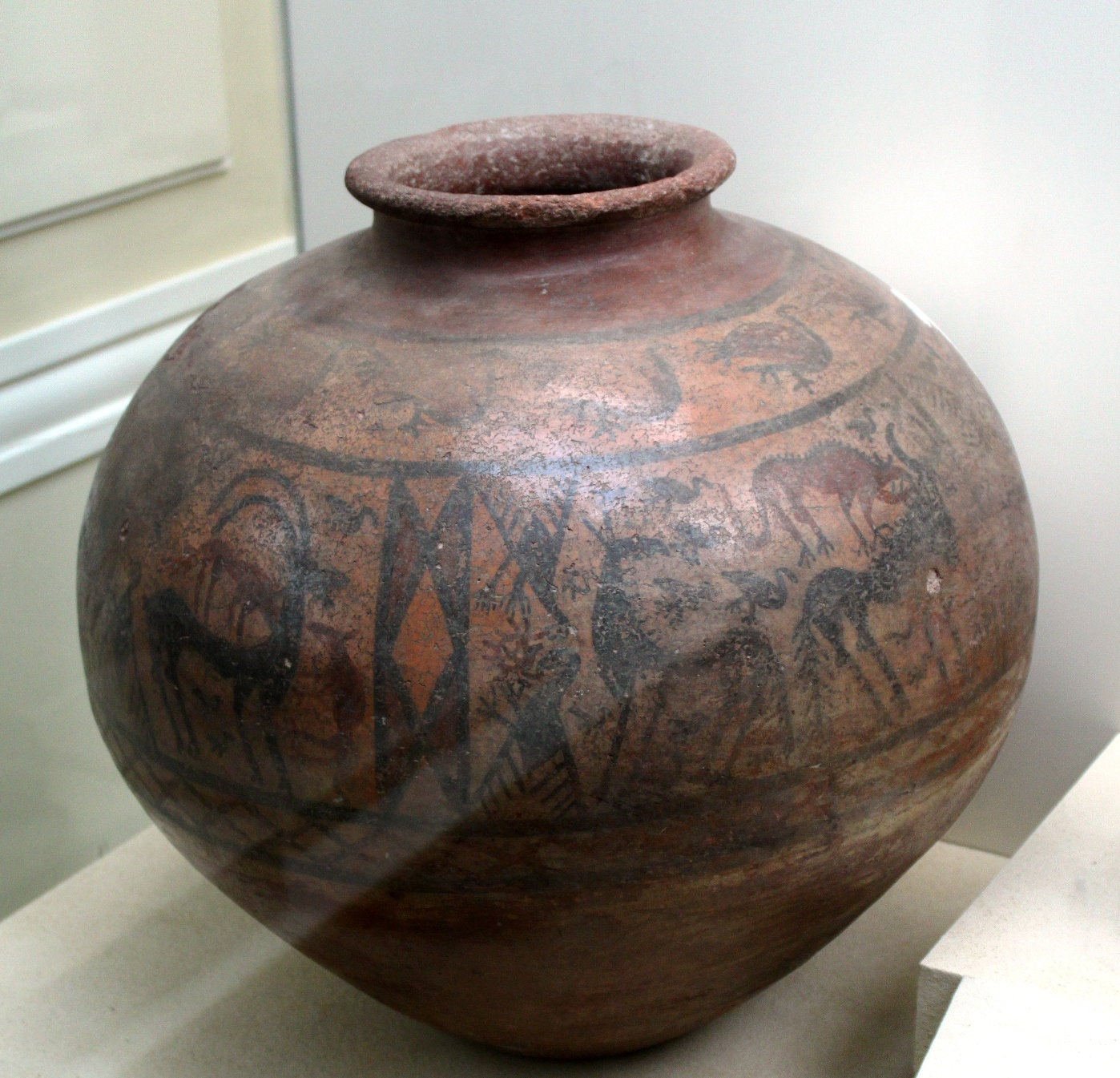
Сосуд из селения Шахтахты. Середина II тысячелетия до. н. э.

На территории Азербайджана изобразительное искусство было развито ещё со времён палеолита. О первобытном искусстве в эпоху мезолита свидетельствуют сохранившиеся на скалах в Гобустане изображения. IV—I тысячелетиям до. н. э. датированы петроглифы Гямигая на территории Ордубадского района. Исключительным разнообразием видов, совершенством форм и изысканностью убранства характеризуется множество находок керамических изделий относящихся к культуре народов Кавказской Албании, обнаруженных в процессе археологических раскопок. Для керамических изделий различных областей Азербайджана, таких как Шахтахты, Кызыл-ванк характерно многообразие тонко прорисованных, орнаментально-смысловых мотивов. Одним из наиболее известных образцов керамических изделий Азербайджана является сохранившийся крупный сосуд из селения Шахтахты, чернолощеные зооморфные сосуды Мингечаура. В различных районах Азербайджана, преимущественно из Нахичевани и Габалы найдены каменные базы колонн. А на каменных базах из Казахского района, относящихся к IV—III вв. до н.э., прорисованны детали растительного рисунка.

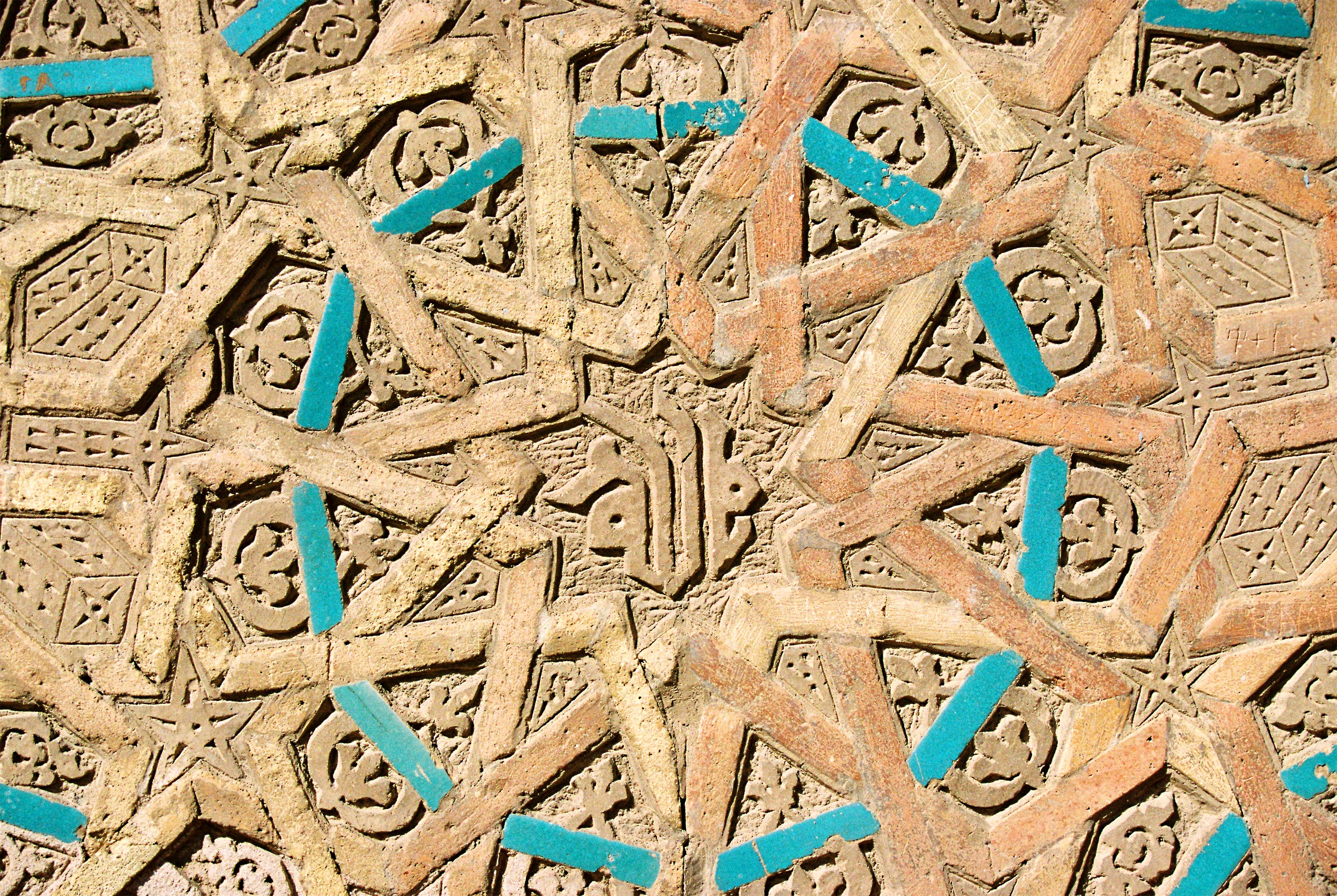
Орнамент на Гробнице Момине-хатун в Нахичевани. XII век

Вхождения территории Азербайджана в состав Арабского халифата сыграло свою роль в дальнейшем развитии изобразительного искусства. На территории современного Азербайджана начинает распространяться мусульманская культура. Строительство культовых памятников архитектуры сопровождалось украшением их различными узорами и орнаментом, элементами каллиграфии (эпитафии), кафелем и барельефами. После ослабления Арабского халифата в таких городах как Барда, Шамахия, Байлакан, Гянджа, Нахичевань, Шабран складывались локальные художественные школы. Важнейшими из них являются нахичеванская, ширвано-апшеронская. В XV веке в таких городах как Баку, Шамахия развивалась также миниатюрная живопись.

### Развитие изобразительного искусства в XVII—XVIII вв.

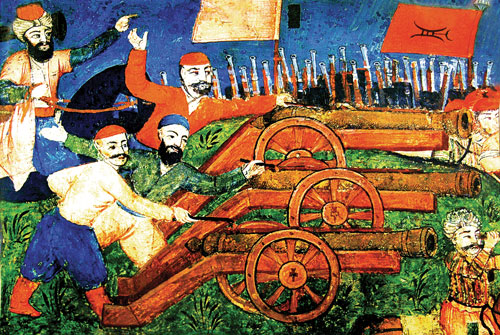
Роспись во Дворце Шекинских ханов, XVIII век

На развитие искусства XVII века и особенно XVIII века тяжело сказались войны между Турцией и Ираном, а также междоусобные феодальные распри между ханствами. Однако продолжали создаваться яркие произведения изобразительного искусства, одними из которых являются росписи дворца шекинских ханов, построенного зодчим Хадали Зейнал Абдином из Шираза в 1797 году. Эти декоративные рисунки, созданные такими мастерами, как Аббаскули, Уста Гамбар Карабаги, Аликули, Гурбан Али, Шукюр и другими, выполнены яркими и пёстрыми красками. Здесь изображены стилизованные узоры, изображения людей и животных, а также сменяющие друг друга во внутренних залах и комнатах дворца сцены войны и охоты.
Монументальное строительство в целом переживает упадок. В XVIII веке в домах богатых горожан появлялись стенные росписи, которые представляли собой в основном композиции из растительных мотивов. Иногда эти росписи включали изображения птиц, животных, людей. Народное искусство создавало узоры для оружия и посуды. Высокохудожественной по отделке представлены, к примеру, медная посуда и оружие, найденное в селе Лагич.
Следует особо подчеркнуть развитие многообразных по композиции и цветовым сочетаниям школ азербайджанского ковра: Куба-Ширванской, Гянджа-Казахской, Карабахской и Тебризской школ (подробнее см. статью Азербайджанский ковёр), а также художественной вышивки из Шеки и др.

### Декоративное искусство

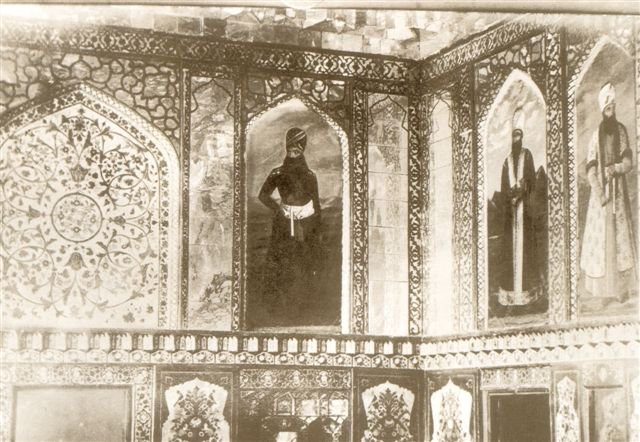
Выполненные Мирзой Гадимом Эривани портреты во Дворце Сардара в городе Эривань

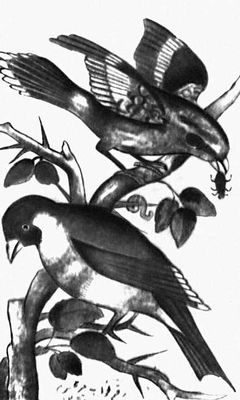
«Птицы». Мир Мохсун Навваб. 1874—1875

С XIX по начало XX века известность получили несколько художников декоративного стиля, не получивших профессионального художественного образования:
Среди таких известных азербайджанских художников того времени считался Мир Мохсун Навваб, который, не имея профессионального художественного образования, был известен также как поэт, теоретик музыки, каллиграф. Особое место в сферах живописи занимают созданные им узоры. Для его творчества характерны плоскостно-декоративные орнаментальные стенные росписи, рисунки с изображением цветов и птиц с попыткой объемной моделировки, иллюстрации к собственным рукописям («Бахр-уль Хазан» (Море горестей), 1864).
Национальные традиции стенной росписи использовал Уста Гамбар Карабаги (1830-е — 1905 год). Он известен своими работами в реставрации Дворца шекинских ханов, росписями интерьеров домов Мехмандарова и Рустамова в Шуше и других городах. Выполненная им роспись не нарушала плоскостности стены, подчёркивало её архитектурные детали. Новые же его работы отличались нарастанием реалистических черт.
Стоит отметить также пейзажи, изображения цветов и образцы декоративно-прикладного искусства известной поэтессы Хуршидбану Натаван. Свои стихи она также украшала лирическими изобразительными мотивами.
Среди азербайджанских миниатюристов того времени известны Авазали Муганлы («Калила и Димна» 1809 года), Мирзы Алигулу («Шахнаме» 1850 года), Наджафгулу Шамахылы («Юсиф и Зулейха» 1887 год) и др.

### Станковая живопись
В XIX веке новое прогрессивное изобразительное искусство в Азербайджане обнаруживало некоторое отставание в развитии. Крайне медленно развивалось станковое реалистическое искусство.
В этот период в азербайджанском изобразительном искусстве начинается зарождение станковой живописи, но работы этого периода, например портреты, написанные Эривани, «ещё крепко связаны с традициями восточной средневековой миниатюры».

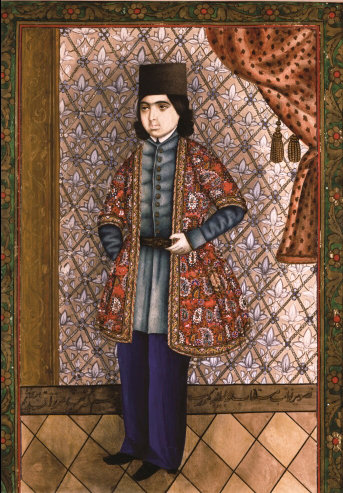
Мирза Гадим Эривани. Портрет молодого человека. Середина XIX века, Баку

Художник Мирза Гадим Эривани, также не имевший профессионального художественного образования, прославился в основном как портретист. Известны такие его произведения, как «Танцовщица» (азерб. Rəqqasə), «Дервиш», «Силач» (азерб. Pəhlivan), «Кавалерист» (азерб. Süvari). В Азербайджанском музее искусств им. Р. Мустафаева хранятся выполненне им произведения, в том числе портрет молодого человека, портрет сидящей женщины и др. Эривани, произведения которого всё ещё были крепко связаны с традициями восточной средневековой миниатюры, заложил основы реалистической станковой живописи в Азербайджане.
Среди произведений Мирзы Гадима Эривани известны выполненные им портреты во Дворце Сардара в городе Эривань (дворец был разрушен в 1914 году, были уничтожены в числе прочих четыре портрета крупного размера, сделанных на стенах дворца). Также известны портреты «Фетх Али-шаха», «Аббас Мирзы», «Мах Таллят ханым» и «Веджуллах Мирзы». Кроме этих произведений был выполнен также портрет неизвестного «Воина».
Известен «портрет Тимура» работы Мир Мохсун Навваба, выполненный акварелью в 1902 году и хранящийся ныне в Азербайджанском музее искусств в Баку.
В связи с изданием в начале XX века журнала «Молла Насреддин», с развитием книгопечатания, начали возникать и жанры сатирической графики. В этой сфере искусства активно работали такие художники журнала, как О.Шмерлинг, И.Роттер, А.Азимзаде и Х.Мусаев. Основоположник же азербайджанской сатирической графики считается Азим Азимзаде. Известны его острые карикатуры и шаржи, высмеивающие царившее в стране общественное неравенство, невежество и фанатизм, гнёт царизма. Известна его знаменитая серия из акварельных работ «Сто типов», посвящённые свободе женщин, атеизму и политическим мотивам, а также иллюстрации к сборнику произведений Мирзы Алекпера Сабира «Хопхопнаме».
Бахруз Кенгерли, первый азербайджанский художник получивший неполное профессиональное образование (1916), будучи одним из основоположников азербайджанской реалистической станковой живописи, создал такие пейзажи, как «Гора Иланлы при лунном свете», «При заходе солнца», «Весна». Известны также созданные им портреты обездоленных людей из серии «Беженцы», бытовые композиции «Сватовство», «Свадьба». В Азербайджанском музее искусств хранится его альбом «Память о Нахичевани» с авторскими повторениями двадцати пейзажей. Для поставленных в 1910-е годы в Нахичевани пьес «Мертвецы», Джалиля Мамедкулизаде, «Гаджи Гара» М. Ф. Ахундова, «Пери-джаду» А. Ахвердиева и др. Кенгерли оформил эскизы костюмов.
Из художниц того периода можно выделить Кейсар Кашиеву — первую азербайджанку, получившую образование художника. После установления независимости Азербайджанской Демократической Республики в 1919 году в Баку был учреждён Государственный музей «Истиглал» («Независимость»), где создавались национальные атрибуты — государственные герб и флаг. В музее проводились также мероприятия по охране и восстановлению памятников истории и искусства. В это время выходил журнал «Фиюзат», издателем которого был известный в то время философ, журналист и художник Али-бек Гусейнзаде, считающийся основоположником современной азербайджанской живописи маслом на холсте. Известны такие его произведения, как «Мечеть Биби-Эйбат», «Портрет Шейх уль-ислама», подчёркивающие его универсальность.

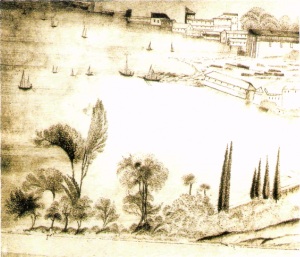
«Берег». Хуршидбану Натаван. 1886 год
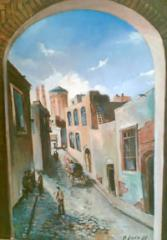
Пейзаж из альбома «Память о Нахичевани». Бахруз Кенгерли. Начало XX века.
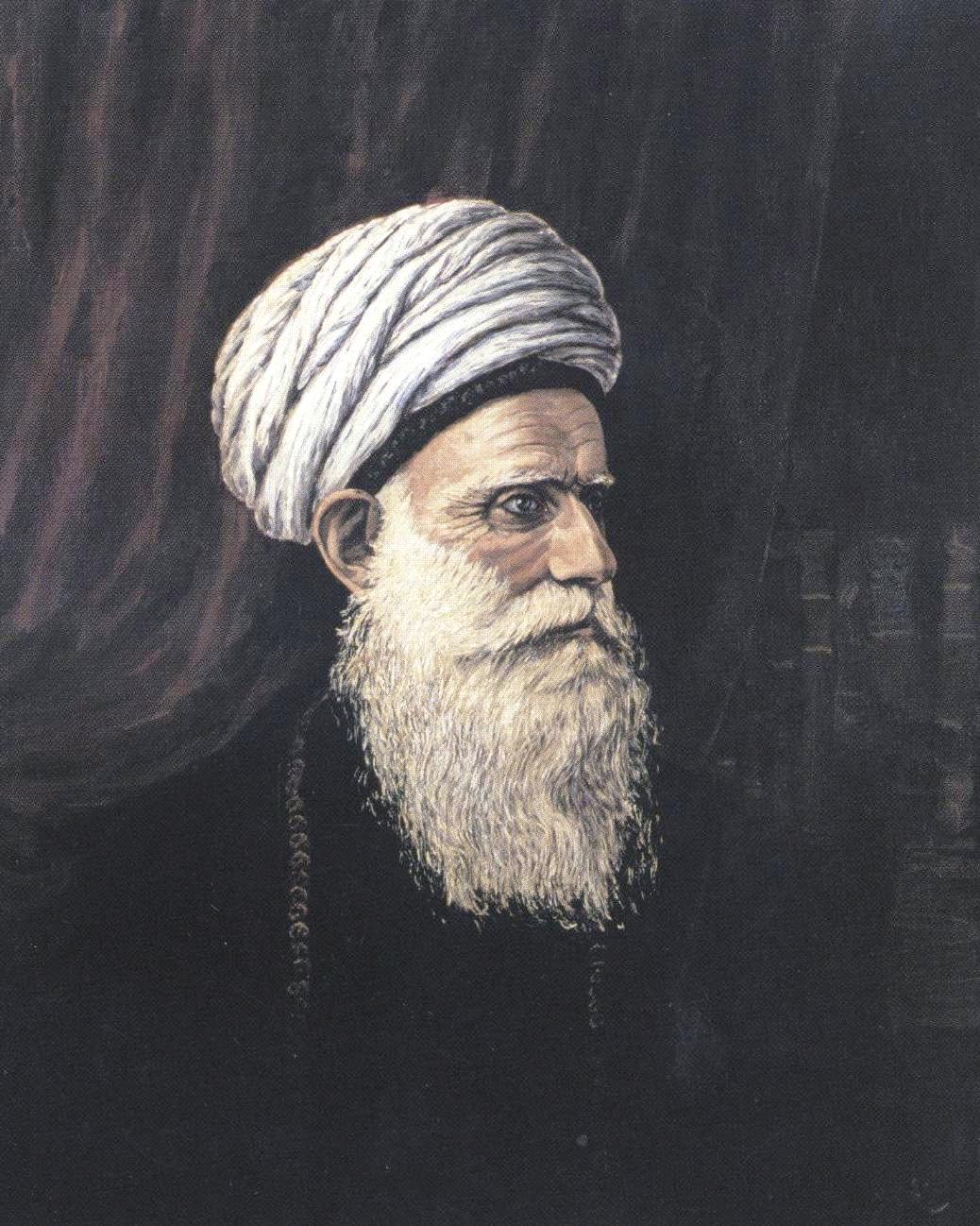
«Портрет Шейхульислама». Али-бек Гусейнзаде. Начало XX века.
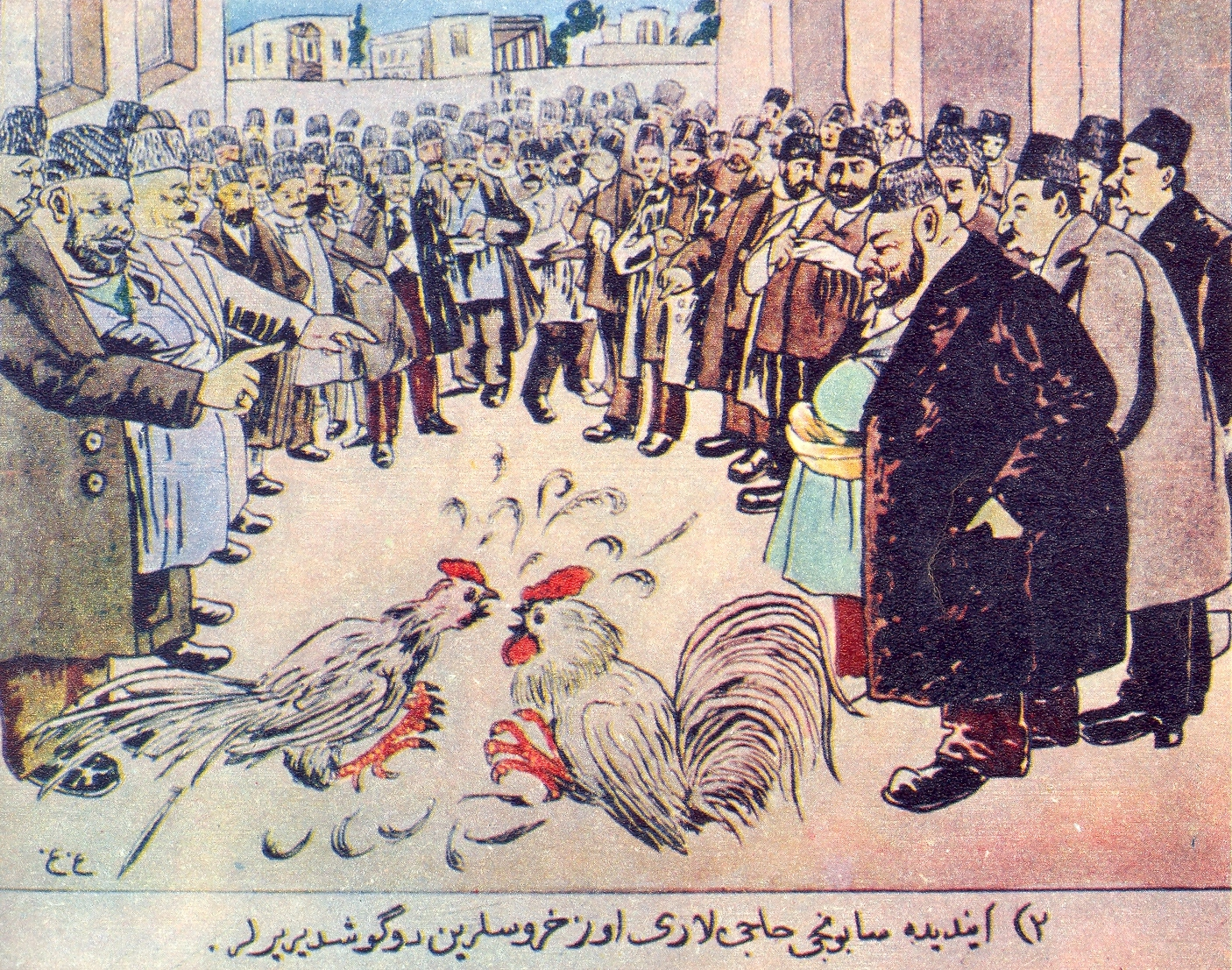
«Петушинный бой». Азим Азимзаде, 1915 год

## Период Азербайджанской ССР

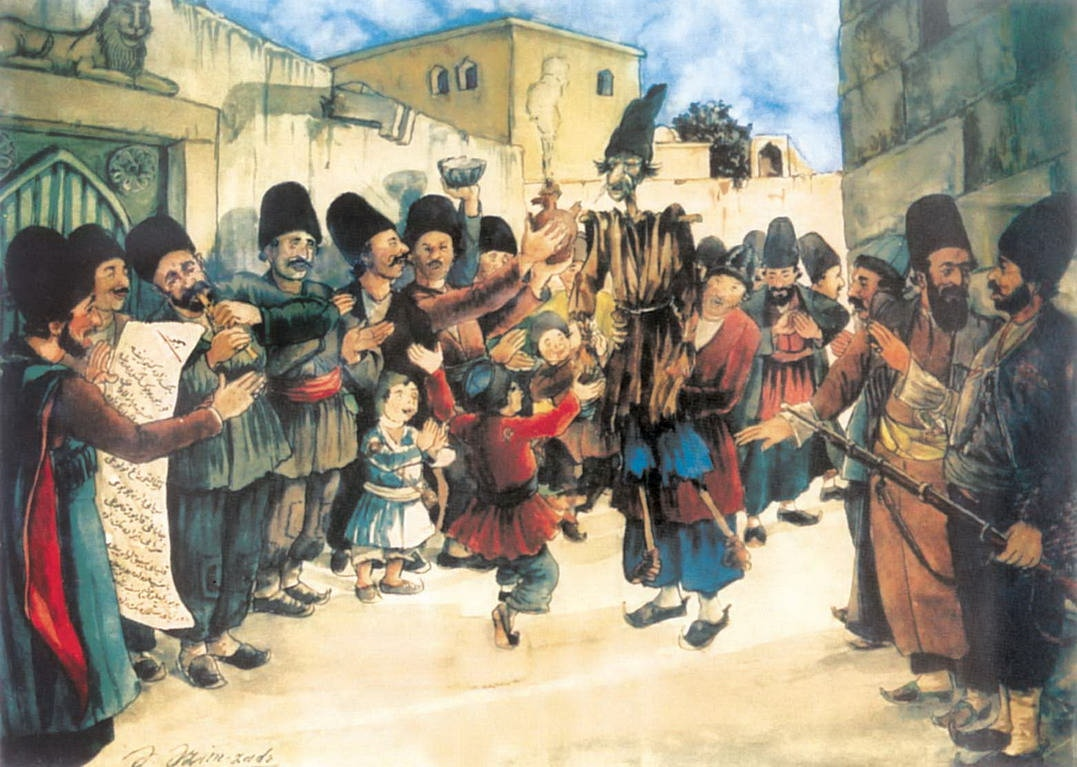
«Сельский праздник». Азим Азимзаде. 1930-е годы

После установления советской власти в Азербайджане в 1920 году, в Азербайджане начало формироваться искусство нового типа. В 1920 году в Баку было открыто первое художественное училище, где создавали новые жанры изобразительного искусства.

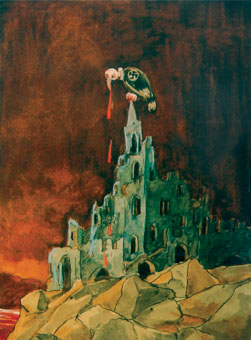
«На развалинах Рейхстага». Азим Азимзаде. 1942 год

В 1930-е годы в области графики работали такие художники, как Азим Азимзаде, Газанфар Халыков, Исмаил Ахундов, Алтай Гаджиев, М. А. Власов, Кязим Кязимзаде, А. Мамедов и др. создавались иллюстрации к книгам азербайджанских и зарубежных писателей. На актуальные темы того времени рисовались плакаты.
В 1928 году открылась первая творческая выставка Азербайджанского общества молодых художников. В 1930-е годы успехом пользовалась выставка Азербайджанского союза революционного изобразительного искусства. Интересны рисунки Салам Саламзаде, Г. Халыгова, А. Рзагулиева, посвящённые актуальным темам.
В 1932 году был создан комитет азербайджанских художников. В этот период известны работы С.Шарифзаде «Уборка винограда», «Портрет А. Азимзаде» Г. Хагвердиева, «Портрет Низами Гянджеви» Газанфара Халыгова. Следует отметить работы Микаила Абдуллаева, Бёюкага Мирзазаде, Б. Алиева, Саттара Бахлулзаде, Камиля Ханларова. Первый съезд азербайджанских художников состоялся в 1940 году.
В годы Второй мировой войны создавались в основном политические плакаты и сатирические карикатуры. Создавали политические карикатуры такие уже известные художники как А. Азимзаде, Г. Халыгов, И. Ахундов, А. Гаджиев, С. Шарифзаде.

«Мечта Земли». Саттар Бахлулзаде. 1964 год

Этап художественной зрелости наступил в азербайджанском изобразительном искусстве в середине 50-х годов. Во второй половине XX века обрели известность такие художники советского Азербайджана, как Беюк Ага Мирза-заде, Микаил Абдуллаев, Таир Салахов, Видади Нариманбеков, Саттар Бахлулзаде, Тогрул Нариманбеков, Надир Абдуррахманов, Ваджия Самедоваи др. В произведениях Б. Алиева, Л. Фейзуллаева, А. Мамедова, А. Вердиева и др. находят своё отражение темы труда и индустрии. Темы, посвящённые историческому прошлому, обычаям и традициям азербайджанского народа, темам войны и мира видны в творчестве Э. Рзагулиева, В. Нариманбекова, Т. Садыгзаде, А. Гусейнова, К. Наджафзаде и др.
Успешно проявила себя в области станковой графики и книжной иллюстрации Марал Рахманзаде — первая азербайджанка, получившая профессиональное художественное образование.
Мифологические представления нашли своё отражение в произведениях Дж. Мирджавадова, Н. Рахманова, К. Ахмедова, Г. Юнусова, С. Вейсова, А. Ибрагимова, И. Мамедова, С. Мирзазаде, Ф. Хашимова, Ф. Гуламова, А. Самедова и др.
В жанре пейзажа работали Н.Гасымов, К. Ханларов, М. Тагиев, С. Хагвердиев, Т. Джавадов, Ф. Халилов, Б. Маратлы, Н. Рзаев, А. Аскеров, У. Хаквердиев и др. К современным жанрам близки работы Ф.Халилова, посвященные природе Апшерона, а также работы скульптора и графика С.Курбанова.
Одним из известных азербайджанских художников-пейзажистов, отображавший красоты природы Азербайджана был народный художник республики Саттар Бахлулзаде. Известны такие его работы, как Мечта Земли, «Дорога в Гызбановше» (азерб. Qızbənövşəyə gedən yol), «Родные равнины» (азерб. Doğma düzənliklər), «Тоска по земле» (азерб. Torpağın həsrəti), «Слёзы Кяпаза» и др.
Среди портретистов того времени известны С. Саламзаде, Т. Тагиев, В. Самедова, Ш. Шарифзаде, О. Садыгзаде, Наджафгулу, А. Керимов, Г. Мустафаева, О. Агабабаев, Г. Зейналов, Г. Керимов, С. Мамедов, Ч. Фарзалиев и др. Широко известны портреты деятелей культуры и искусства, выполненные Б.Мирзазаде (певица Зейнаб Ханларова, режиссёр Шамси Бадалбейли).
Развивалось также театрально-декорационное искусство. Среди известных художников в этой области можно отметить Нусрата Фатуллаева и Бадуру Афганлы.

## Современный период
С 2007 года Азербайджан участвует в Венецианской биеннале. Павильон Азербайджана располагался в палаццо Леццо на площади Сан-Стефано.
На 59 биеннале в 2022 году павильон перешёл в район Сан-Марко в здание Старых прокураций. В 2022 году выставка Азербайджана называлась «Рожденные любить». Куратором выставки был Эмин Маммадов. В выставке участвовали семь азербайджанских художниц, в том числе Нармина Исрафилова, Фидан Ахундова, Фидан Ким, Рамина Саадатхан, Сабиха Ханкишиева, Агдес Багирзаде.
Павильон Азербайджана в 2024 году открыт с 20 апреля по 24 ноября 2024 года. Павильон расположен в Кампо делла Тана. Тема павильона — «От Каспия до Розовой планеты: я здесь». Куратором павильона является Лука Беатрис. В павильоне представлены работы художников Ирины Эльдаровой, Рашада Алекберова, Вюсали Агаразиевой.